# Cyclosa tardipes
Cyclosa tardipes är en spindelart som först beskrevs av Tamerlan Thorell 1895. Cyclosa tardipes ingår i släktet Cyclosa och familjen hjulspindlar.
Artens utbredningsområde är Myanmar. Utöver nominatformen finns också underarten C. t. ignava.